# Музика у відеоіграх
Музика у відеоіграх — це будь-які мелодії, пісні або саундтреки відеоігор. Крім допоміжної ролі мелодій у звичайних відеоіграх існує окрема категорія так званих музичних відеоігор, де ключову роль у розвитку ігрової дії виконує музика. Інтерактивний звук як правило має циклічну форму через потребу співпадання кінця та початку звукової доріжки заради безперервного музичного супроводу ігрового епізоду. 

## Історія

### Ранні технології: музика на інтегральних схемах
У 1970-х, коли відеоігри як одна з форм розваг тільки почала з'являтися (перше покоління ігор), музика в аналоговій формі записувалася на фізичний носій, наприклад, касети й грамплатівки. Такі носії були дорогими, крихкими й швидко ламалися від частого використання, що робило їх малопридатними для використання в аркадних автоматах (хоча в окремих випадках вони все ж були, наприклад, у грі Journey). Більш простим і дешевим способом включення музики в відеогру було використання цифрового сигналу: коли потрібно програти музику, спеціальна плата перетворювала електричні імпульси з програмного коду в аналогові звукові хвилі. Такий же спосіб застосовували й для генерації звукових ефектів в іграх.
Перетворення програмного коду в звук в 1970-х дозволяло включати музику в аркадні ігри, але вона була монофонічною, повторюваною, чи використовувалася дуже рідко, наприклад, у вигляді коротких мелодій при переході на наступний рівень, або на початку гри (як в Pac-Man або Pole Position). Відома ігрова приставка Atari 2600, наприклад, була здатна одночасно генерувати тільки два тони, або «ноти». Певний виняток становили ігри для аркадних автоматів від компанії «Exidy», які вперше використали оцифрування звуку як для музики, так і для звукових ефектів, причому якість звуку в іграх «Exidy» була вище, ніж у всіх інших іграх, аж до появи четвертого покоління консолей. Проте в цілому оцифрування звуку було нехарактерне для ігор того часу, і рішення включити будь-яку музику в гру означало, що на якомусь етапі буде потрібно зусиллями програміста перевести її в комп'ютерний код, незалежно від того, чи є у програміста музична освіти.
Спроби оцифрування звуку розпочалися в 1980-х роках. Удосконалення технологій процесоробудови і зниження їх вартості дозволило серйозно змінити технічні характеристики музичного супроводу. Аркадні автомати на процесорах Motorola 68000 і звукових платах Yamaha YM дозволяли генерувати одночасно кілька тонів (або каналів) звуку, причому кількість каналів могла доходити до 8-ми і більше. Порівняльне удосконалення технології відтворення звуку спостерігалося і в ігрових приставках: випущена в 1982 році ColecoVision генерувала 4-канальний звук. Однак більш помітною в цій області стала японська Famicom, випущена в 1983 році (у США відома як NES, в Росії — як Dendy). Famicom мала 5 каналів, один з яких міг відтворювати прості ІКМ-сигнали. Ближче до кінця ери Famicom деякі картриджі з іграми випускалися на замовлення та мали додаткові звукові плати, що додавались розробником гри і збільшували кількість каналів для відтворення музики. Крім того, варто відзначити домашній комп'ютер Commodore 64 1982 року випуску, який мав 3 звукових канали, був здатний накладати на сигнал найпростіші фільтри, працював з різними типами сигналів, а згодом отримав ще один звуковий канал і здатність програвати на ньому 4-бітні семпли (оцифровані звукові фрагменти). Порівняно низька ціна Commodore 64 і можливість використовувати телевізор як монітор робила цей комп'ютер популярною альтернативою іншим моделям.
Створення музичного супроводу для ігор в той час зазвичай включало генерацію простого тонового сигналу і/або його синтез методом частотної модуляції для імітації музичних інструментів і використання шумового каналу для перкусії (ударних інструментів). Застосування ІКМ-семплів в цей період було обмежено короткими звуковими фрагментами (Monopoly), або ж семпли служили заміною для шумових ефектів (Super Mario Bros. 3). На приставках доводилося ділити доступні канали між музичним супроводом та іншими звуковими ефектами. Наприклад, якщо на екрані космічний корабель стріляв лазерним променем, і постріл супроводжувався звуком, що має частоту 1400 Гц, то хоч би який звуковий канал не був зайнятий музикою, він переставав її відтворювати і починав програвати звук лазера.
У середині і наприкінці 1980-х років в написання музики для ігор на згаданих платформах включилося більша кількість людей, ніж раніше, що краще розбирається в музиці. Якість композицій у результаті помітно покращилась. До числа композиторів, які зробили собі ім'я на створенні музики для ігор, входять Кодзі Кондо (Super Mario Bros., The Legend of Zelda), Коїті Сугіяма (Dragon Quest), Роб Хаббард (Monty On the Run), Хірокадзу Танака (Metroid і Kid Icarus), Мартін Гелвей (Times of Lore), Хіросі Міяуті (Out Run), Нобуо Уємацу (Final Fantasy) і Юдзо Косіро (Ys).
Крім створення персональних музичних тем для відеоігор, використовувалися також запозичення з наявних творів. Наприклад, при реалізації гри Тетріс на ігровій приставці Game Boy використовувалася російська народна пісня «Коробейники». Згодом ця композиція на заході стала називатися і тепер відома винятково як «Tetris theme».

### Початок спроб оцифрування і семплювання
Першим домашнім комп'ютером, що використовував оцифрування сигналу у формі семплювання, став у 1985 році Commodore Amiga. Його звукова плата мала 4 незалежних 8-бітних цифро-аналогових перетворювачів. Замість синтезування методом частотної модуляції простого сигналу, яке звучало як звичайний однотонний гудок, технологія, що застосовувалася в Commodore Amiga, дозволяла звуковій платі програвати короткі музичні фрагменти, що зчитувались з пам'яті. Це давало розробнику отримувати на виході звуки музичних інструментів або будь-які інші звукові ефекти з більш високою якістю і точністю, ніж це було можливо раніше чи могло бути можливо на домашніх комп'ютерах в перспективі на кілька найближчих років. Це був ранній приклад того, що пізніше буде названо табличним синтезом звуку і стане застосовуватися в технології SoundFont. Завдяки тому, що Amiga був випущений раніше всіх комп'ютерів, що конкурували з ним, і мав помірну ціну, він став, особливо в Європі, основним інструментом у ранніх експериментах з музикою, що генерується послідовністю команд коду.
Основний суперник Amiga, Atari ST, семплювання не використовував. У його комплектацію входив запрограмований звукогенератор Yamaha YM2149, можливості якого були обмежені навіть у порівнянні з SID-платою Commodore 64. Цифровий звук на Atari ST можна було відтворити лише з допомогою певних програмних прийомів, які використовували потужності процесора і робили такий спосіб непридатним для ігор. Однак Atari ST мав вбудовані MIDI-порти і використовувався багатьма професійними музикантами як пристрій для програмування MIDI-музики.
Після цього протягом кількох років в області відтворення музики на комп'ютерах настало затишшя: клони IBM PC мультимедійні можливості удосконалювали повільно, а інші ігрові консолі семплювання практично не використовували. Хоча воно й мало в потенціалі отримання більш реалістичних звуків, кожен семпл займав багато місця в пам'яті, в той час як вся пам'ять, напівпровідникова (картриджі), магнітна (дискети) чи будь-яка інша, все ще коштувала дуже дорого, і на рахунку був кожен кілобайт. В цих умовах було вигідно користуватися платами, які генерували музику з програмного коду, оскільки код був порівняно простий і займав набагато менше цінної пам'яті.
Згадуваний раніше змішаний підхід до створення музики (і семплювання, і генерація коду) третього покоління консолей перейшов і в четверте, в нову еру 16-бітних приставок. Так, Sega Mega Drive (вона ж Sega Genesis) 1988 року пропонувала гравцям покращену графіку і вдосконалене синтезування звуку, однак, в основному, дотримувалася тих же підходів до створення музики, що і її головний конкурент Famicom. Mega Drive мала стереозвук і 10 каналів для генерації тонів, причому один з каналів міг бути використаний як цифро-аналоговий перетворювач для відтворення 8-бітних ІКМ-семплів. Це вигідно відрізняло нову приставку від Famicom з її монофонією і 6-ма каналами, з яких один теж міг програвати семпли. Цей канал часто використовувався для відтворення перкусійних семплів (Sonic the Hedgehog 3). Попри те, що існувало кілька додаткових каналів, написання музики все ще складає труднощі для композиторів, які звикли працювати з звичайними інструментами, і змушувало придумувати нестандартні прийоми використання частотної модуляції сигналу, щоб створити приємну для слуху музику.
У міру того, як вартість магнітної пам'яті у вигляді дискет падала, підтримка ігрової музики на Amiga, а пізніше і на всіх інших консолях, змістилася до тієї або іншої форми семплювання. У геймдизайнерів Amiga пішло кілька років на те, щоб як слід навчитися використовувати оцифровані звукові ефекти в музичному супроводі (винятком є заголовна тема в текстовому квесті The Pawn, який вийшов ще в 1986 році). Крім того, в цей час ігрова музика вже почала набувати своїх власних відмінних рис, тому багато композиторів свідомо намагалися створювати музику, що звучала так само, як та, що була на Commodore 64. Це призвело до розвитку жанру «чиптюн».
З випуском в 1987 році вільно поширюваної програми для Amiga під назвою Sound Tracker, автором якої був Карстен Обарскі, почалася ера MOD-формату, який дозволяв будь-кому з легкістю створювати музику з використанням оцифрованих семплів. MOD-файли створювалися програмами-трекерами (що названі так на честь Sound Tracker'а Обарскі). Цей спосіб створення музики в 1990-х роках перейшов і на персональні комп'ютери. Прикладами ігор для Amiga, що використовували оцифровані семпли музичних інструментів, можуть бути Shadow of the Beast, саундтрек до якої написав Девід Віттейкер, Turrican 2 з саундтреком Кріса Хюльсбека  і Laser Squad з музикою Метта Ферніса. Приблизно в цей же час Річард Джозеф написав кілька пісень для ігор компанії «Sensible Software», з яких найбільш відомі Cannon Fodder (1993) з піснею «War Has Never Been So Much Fun» (Війна ніколи ще не була такою веселою) і Sensible World of Soccer (1994) з піснею «Goal Scoring Superstar Hero» (Той хто забиває голи герой-суперзірка). В обох піснях присутні довгі вокальні семпли.
Подібний підхід поширився з Amiga на аркадні ігри, де почали з'являтися окремі спеціалізовані аркадні платформи з розширеними можливостями обробки звуку. У 1991 році гра Street Fighter II на платформі CPS-1 широко застосовувала голосові, а також різноманітні шумові семпли. Система MVS (Multi Video System) платформи Neo-Geo також мала потужні засоби для відтворення звуку, що включали об'ємний звук. Удосконалення поширилися і на приставки. Зокрема, Super Famicom (в Європі і США відома як SNES) в 1990 році мала спеціалізований чип виробництва «Sony», що застосовувався як для відтворення звуку, так і для апаратної цифрової обробки сигналів. SNES мала стереозвук, 8 каналів для програвання 16-бітних семплів і великий набір ПЦС-ефектів, включаючи такі ADSR-ефекти, які були присутні зазвичай в найбільш досконалих синтезаторах того часу. Це дозволило експериментувати зі звуковим оточенням: для SNES ігор застосовувалася музична акустика (ранні ігри на зразок Castlevania IV, F-Zero, Final Fantasy IV, Gradius III і більш пізня Chrono Trigger), просторова (в деяких іграх використовувалася технологія Dolby Pro-Logic, наприклад, King Arthur's World і Jurassic Park) і спрямована акустика (Star Fox), а також архітектурна акустика і акустика навколишнього середовища (Zelda III, Secret of Evermore). Крім того, багато ігор використовували можливості SNES, що дозволяли відтворювати високоякісні семпли (Super Star Wars, Tales of Phantasia). Єдиною серйозною перешкодою для цих удосконалень залишалася висока вартість твердотільних накопичувачів.
В четвертому поколінні існували й інші консолі з подібними можливостями, однак популярності й поширеності SNES вони не досягли. Наприклад, потужності платформи Neo-Geo, випущеної у формі домашньої приставки, дозволяли здійснювати розширену обробку семплів, але коштувала вона в кілька разів дорожче SNES. Sega CD, вдосконалена версія Mega Drive, мала кілька ІКМ-каналів, однак лише деякі ігри використовували цю особливість. Замість цього вони прямо (без проміжних змін сигналу) відтворювали звук з CD з формату RedBook.
Популярність SNES і ігор для неї була обмежена країнами, де стандартом телемовлення був NTSC (США, Канада, Японія). Для стандарту PAL (Європа за винятком СНД, де використовується SECAM) багато ігор SNES в європейському варіанті не адаптувалися і через відмінності у швидкості зміни кадрів помітно «гальмували», а то і взагалі для цього стандарту не випускалися. Різниця стандартів телемовлення обумовила розходження між популярною ігровою музикою між NTSC і PAL-регіонами, яке проявляється і по цей день. Ця розбіжність зменшилася з початком епохи п'ятого покоління консолей, які випускалися для всіх регіонів, а також після того, як комп'ютери Commodore почали поступатися місцем багатоцільовим домашнім ПК.
Попри те, що Sega CD і дещо більшою мірою PC Engine в Японії могли дати гравцям уявлення про те, як буде розвиватися в іграх потокове аудіо (відтворення семплів «на льоту», без будь-яких перетворень), навіть ігрові приставки сьомого покоління використовують і семплювання, і генерацію звуків за допомогою коду. У п'ятому ж поколінні величезна перевага оптичних носіїв в обсязі даних, які на ньому можна зберігати, з'єдналося з удосконаленими апаратними потужностями для обробки звуку і більш високою якістю семплів. У 1991 році PlayStation із приводом для компакт-дисків підтримувала 24 канали для 16-бітних семплів з частотою амплітудно-імпульсної модуляції до 44,1 кГц, що аналогічно якості музики у форматі Red Book, а також кілька апаратних ПЦС-ефектів, таких як реверберація. При цьому продовжувала використовуватися і музика, що генерується кодом, яка була присутня у багатьох іграх компанії «Squaresoft», наприклад, Final Fantasy 7, Legend of Mana і Final Fantasy Tactics. Приставка Sega Saturn, теж з CD-приводом, підтримувала 32 ІКМ-каналів для семплів такої ж якості, як в PlayStation. Приставка N64, що випущена в 1996 році, і яка все ще використовувала напівпровідниковий картридж, мала вбудовану розширювану звукову систему, яка потенційно була здатна підтримувати 100 ІКМ-каналів і частоту модуляції 48 кГц. Попри це, ігри для N64 через високу вартість напівпровідникової пам'яті зазвичай включали семпли більш низької якості, ніж PlayStation і Sega Saturn, а музика була більш простою.

## Потокове аудіо в іграх
Відтворення семплів замість генерації музики з коду має багато переваг, зокрема, кращу якість звуку. Семпли можна створювати абсолютно вільно, використовуючи будь-яку кількість будь-яких музичних інструментів і дозволяючи розробникам просто записувати один трек, який і програватиметься протягом гри. Його якість обмежена тільки зусиллями, що вкладені в підготовку треку. Проблема високої вартості пам'яті, актуальної до початку 1990-х, була дещо зменшена переважним використанням в приставках оптичних носіїв. Якість звуку, аналогічна тій, що надавав формат Red Book, дозволяла включати в ігри музику і голоси, які потенційно відрізняються від будь-якого іншого джерела або жанру музики.
У той же час, починаючи з пізніх 1980-х і до середини 1990-х, такий підхід практично не торкнувся ПК-гри. Ранні ігри на комп'ютерах мали у своєму розпорядженні 1-бітний динамік, який дістався їм у спадок від апаратного стандарту IBM PC і який не призначений для відтворення складних звуків. Хоча на ПК можна було отримати семпльований звук, використовуючи широтно-імпульсну модуляцію, на це потрібні значні процесорні потужності, тож цей спосіб рідко застосовувався в іграх. Плати розширення, такі як звукова карта AdLib, зробили можливим синтез сигналу методом частотної модуляції. Для управління синтезом застосовувалися MIDI-секвенсори (Doom).
Звичайний ПК не мав ні спеціалізованих обчислювальних потужностей, ні пристроїв виводу для програвання семплів. Тому розробники, замість записування власних семплів, стали користуватися іншим підходом: хвильовою таблицею. Хвильова таблиця з заздалегідь записаними семплами, що підкоряються загальним стандартам MIDI-формату, встановлювалася на звукову карту або як невіддільна частина конструкції, або як плата розширення. Якість цих табличних семплів варіювалося в дуже широких межах від виробника до виробника, але негласним стандартом визнавалися продукти компанії «Roland Corporation», і тривало це до випуску в 1989 році компанією «Creative Technology» звукової карти SoundBlaster, яка забезпечила доступне за ціною рішення проблем зі звуком для користувачів ПК. Карта мала порт для підключення джойстика, підтримувала MIDI (використовуючи AdLib-сумісну технологію частотної модуляції), стандартизований порт для карт розширення, таких, як своя власна Wave Blaster або карти інших виробників, а також запис і відтворення 8-бітних семплів з частотою 22,05 кГц (пізніше 44,1 кГц) на єдиному стереоканалі. Однак поворотним моментом у поширенні семплів в ПК-іграх ця технологія не стала, бо з її допомогою було неможливо програвати більше одного звукового фрагмента одночасно. Згенерована за допомогою коду музика продовжувала широко використовуватися в іграх для ПК до середини 1990-х років, коли почали поширюватися комп'ютери з CD-приводами, і стало можливим розміщувати ігри на компакт-дисках. До того ж загальне збільшення обсягів пам'яті дало розробникам необхідний простір для використання потокового аудіо.
В четвертому поколінні консолей застосування потокового аудіо було обмежено відтворенням композиції з CD-диска у форматі RedBook під час гри (Sonic the Hedgehog CD). Однак у звичайного компакт-диска були недоліки. Технологія, що використовувала оптичний носій, сильно залежала від швидкості обертання диска в приводі, яка була обмежена. Це означало, що, поки грала музика, система не могла звернутися до інших даних на диску до зупинки відтворення. Зациклення треків, яке дуже широко застосовувалося в іграх, теж представляло проблему: коли лазер добирався до кінця композиції, потрібно було повернути його на початок, а це призводило до появи чітко вираженої паузи в середині мелодії.
Щоб впоратися з цими недоліками, деякі розробники ігор для ПК самі створювали формати для потокового відтворення стисненого звуку — іноді для кожної окремої гри. Ці формати скорочували використання пам'яті, зменшували затримку яка виникала через пошук і початок відтворення треків, а також вирішували проблему зациклення з паузою в середині мелодії, оскільки вони підтримували буферизацію даних. Дрібним недоліком було те, що стиснуті аудіодоріжки треба було розтискати перед відтворенням, а це створювало навантаження на процесор. Зі збільшенням обчислювальних потужностей, це навантаження стало мінімальним, а в деяких випадках роботу по розтисканню звуку повністю брали на себе спеціалізовані плати (звукові карти).
П'яте покоління консолей теж створювало власні формати для потокового відтворення стисненого звуку. Компанія «Sony» назвала свої стандарти YellowBook, які згодом використовували і інші фірми. Розробники ігор широко користувалися новими можливостями, отримуючи хороші результати (Castlevania: Symphony of the Night). Ігри, що використовували частотну модуляцію і були перенесені на консолі з аркадних автоматів, часто модифікувалися так, щоб включати більш якісні семпли (Street Fighter Alpha 2). Попри те, що в цих іграх теоретично можна було досягти «CD-якості» звуку, стиснуті треки в них справжньої CD-якості не демонстрували. Велика їх частина мала частоту нижче потрібної, хоч і не настільки низьку, щоб це було помітно середньому споживачеві. Деякі ігри продовжували використовувати стандартний формат RedBook для свого музичного супроводу, і диски з такими іграми можна було програвати в звичайному CD-плеєрі.
Подібне розмаїття підходів надало ігровій музиці широкі можливості, яких їй так бракувало в порівнянні з іншими жанрами. Тепер від музикантів були не потрібні знання програмування або архітектури самої гри, вони могли створювати композиції незалежно від цього. Цю гнучкість використовували деякі популярні поп-музиканти, застосовуючи свої таланти безпосередньо для написання ігрової музики. Одним з ранніх прикладів була Way of the Warrior з музикою від американської групи White Zombie. Більш відомий приклад — музика Трента Резнора для Quake. Деякі геймдизайнери підходили до музичного супроводу по-іншому: вставляли в гру вже наявну музику, яка не була написана спеціально для гри (наприклад, TNMT). Гра Star Wars: X-Wing vs. TIE Fighter і наступні ігри серії Star Wars включали музику, створену Джоном Вільямсом для фільмів «Зоряні війни» в 1970-80-х роках.
Обидва підходи до музичного супроводу в іграх широко використовуються і на сьогодні. Музика популярних композиторів зустрічається в спортивних симуляторах (SSX, Tony Hawk's Pro Skater, Initial D), а також іграх, які торкаються соціальних тем, що прив'язані до музики (Need For Speed: Underground, Grand Theft Auto). Іноді зустрічається спільне використання музики, написаної спеціально для гри, й музики, яка до гри відношення не мала, як в Dance Dance Revolution.
Генерація музики з коду продовжує використовуватися в іграх, здебільшого в RPG. Іноді застосовуються одночасно і генерація, і потоковий звук. Такі ігри як Republic: The Revolution і Command & Conquer: Generals використовували складну систему управління звучання фонової музики, пов'язуючи короткі музичні фрази в мелодію з урахуванням обставин навколо гравця і його дій. Інші ігри динамічно формують звук, ґрунтуючись на ігрових обставинах. Так, якщо в SSX гравець-сноубордист стрибає з трампліна, фонова музика приглушується, а свист і шум вітру стають сильнішими, щоб створити відчуття польоту. Коли ж гравець приземляється, музика знову набуває нормальної гучності. Таку систему управління звуком вперше представила компанія «LucasArts» зі своєю системою iMUSE, використаної в ранніх пригодницьких іграх і симуляторах польоту Star Wars: X-Wing і Star Wars: TIE Fighter, де музика змінюється залежно від рівня небезпеки.

### Користувацький саундтрек
Можливість програвати власні треки під час гри колись зазвичай означало вимкнення всього звуку в грі та використання зовнішньої програми для відтворення музики. Деякі ранні ігри для Windows, втім, надавали можливість вимикання музики і незалежного налаштування звукових ефектів, при цьому гравець повинен був використовувати окрему програму для відтворення своєї музики, яка працювала у фоновому режимі. Інші ігри для ПК, наприклад, Quake, програвали музику з CD, а дані брали винятково з жорсткого диску, так що можна було замінити CD-диск гри на будь-який інший компакт-диск з музикою.
Деякі ігри для PlayStation теж підтримували заміну диска з грою на диск з музикою, однак, коли грі були потрібні дані, диски знову доводилося міняти. Одна з найбільш ранніх ігор, Ridge Racer, повністю завантажувалася в оперативну пам'ять, дозволяючи гравцеві вставити диск з музикою і слухати її протягом всієї гри. У Vib Ribbon це стало відмінною рисою геймплею, оскільки гра створювала рівні з урахуванням того, яка музика перебувала на вставленому гравцем диску. Приблизно так само організовано ігровий процес в Audiosurf для платформи Windows.
Приставка Xbox від Microsoft, одна з консолей шостого покоління, була здатна копіювати музику з компакт-диска на внутрішній жорсткий диск, що дозволило гравцям без жодних ускладнень переходити від ігрового музичного супроводу до власного. Ця особливість, названа «Custom Soundtrack», повинна була бути дозволена до використання розробником гри. Вона перейшла і в сьоме покоління до приставки Xbox 360, але підтримується вже власним програмним забезпеченням консолі і доступна в будь-якій грі.
Приставка Wii теж вміє програвати музику користувача, якщо розробник гри дозволяє це (Excite Truck, Endless Ocean). Те ж робить і PlayStation 3, зберігаючи музику на внутрішньому жорсткому диску, проте лише деякі розробники користуються цією можливістю.
PlayStation Portable дозволяє відтворювати сторонню музику з Memory Stick у таких іграх як Need for Speed: Carbon Own the City і FIFA 08.

### Поточна ситуація і можливий розвиток
Приставка сьомого покоління Xbox 360 програмно підтримує технологію Dolby Digital, працює з більш ніж 256-а аудіоканалами й може відтворювати 16-бітні семпли з частотою 48 кГц. Це дуже потужна і гнучка система, проте жодна з її складових не є якоюсь грандіозною зміною в технології створення і відтворення музики з часів попереднього покоління консолей. Персональні комп'ютери, у свою чергу, як і раніше покладаються на апаратні компоненти сторонніх компаній для відтворення ігрової музики, а сімейство звукових карт SoundBlaster продовжує вдосконалюватися, попри те, що є практично єдиним великим гравцем на ринку плат розширення для відтворення звуку у розважальних програмах.
Приставка PlayStation 3 підтримує різноманітні типи технології об'ємного звуку, включаючи Dolby TrueHD і DTS-HD.
Приставка Wii, що розроблена компанією «Nintendo», має багато спільних аудіокомпонентів з Nintendo GameCube з попереднього покоління, включаючи Dolby Pro Logic II.
В даний час у розробників ігор є багато варіантів створення музики. Швидше за все, зміни в цьому процесі будуть стосуватися не технологій, а інших чинників ігрового бізнесу. Оскільки продажі ігрової музики на Заході відокремлюються від продажу самої гри (в Японії така ситуація існувала роками, і диски з ігровими саундтреками продавалися як незалежні альбоми), на створення музики починають впливати стандартні бізнес-процеси, які раніше подібного впливу не мали. Для написання ігрової музики залучаються не програмісти, а композитори й популярні виконавці, так само, як це робиться, коли треба написати саундтрек до фільму. Впливають і інші фактори, наприклад, політика на певному етапі, або внесок самого виконавця.

## Ігрова музика як жанр
Багато ігор для приставки Famicom/NES і інших ранніх ігрових консолей мали дуже подібні стилі музики, яка підходить під поняття «музики відеоігор», якщо розглядати це питання з точки зору музичної композиції (на відміну від «музики у відеоіграх», що називається так через те, що вона присутня у відеогрі або відтворюється ігровою приставкою). Деякі композиційні особливості «музики відеоігор» продовжують впливати на певні музичні жанри, хоча самі композиції, що присутні в іграх, вже швидше нагадують саундтреки фільмів, аніж класичну «консольну» музику. Такі особливості «музики відеоігор», швидше за все, склалися через технічні обмеження, а також через те, що на неї вплинули групи, які грають в стилі синті-поп, такі як Yellow Magic Orchestra. Характерні риси ігрової музики включають:
- Пісні майже завжди містять головну частину або так звані «куплети», що складаються з чотирьох, або іноді з більшого числа акордів (в стилі J-Pop або західної поп-музики 1980-х), на відміну від дворазового повторення послідовності акордів у більшості пісень західної поп-музики. «Приспів» пісень також часто містить послідовність чотирьох або більше різних акордів. Багато пісень включають послідовність акордів, що надзвичайно популярні в стилі J-Pop, яка може виглядати так (в тональності до-мажор): фа-мінор, до-мінор, соль-мажор, до-мінор, після якої короткий час грається до-мажор перед повтором послідовності. Зазвичай у такій композиції більше частин, ніж в аналогічній популярній пісні, щоб уникнути небажаних повторів в музиці, яка зазвичай відтворюється безперервно. Ці особливості також відрізняють ігрову музику навіть від музики в стилі J-Pop і більшості інших форм популярної музики.
- В мелодії всі інструменти сильно синхронізовані, людині таку композицію зіграти було б важко. Наприклад, попри те, що музичні тони приставки Famicom можна вважати імітацією звичайної рок-групи з чотирма інструментами (трикутна хвиля виконує роль бас-гітари, дві пульсові хвилі — аналоги двох звичайних гітар, і шумовий канал як заміна барабанів), а також те, що на ігрову музику в той час впливали рок- і поп-музика, композитори часто використовували власні способи створення складних і швидких нотних послідовностей. Таку ситуацію можна порівняти з музикою епохи бароко: вважається, що в той час композитори компенсували особливості деяких інструментів, на зразок клавесина (який не дозволяє використовувати гучність звуку як засіб музичної виразності), концентруючись на інших музичних прикрасах. Існували і технічні обмеження, що стосуються поліфонії — кількості нот, які можуть звучати одночасно. Famicom дозволяла програвати одночасно тільки три ноти, і композитори докладали великих зусиль, аби створити враження, що нот насправді звучить більше. В кінці 1990-х з'явилися музичні гурти, чиїм основним репертуаром є «консольні» композиції. Наприклад, The Advantage намагається імітувати музику зі старих ігор так точно, як це тільки можливо, використовуючи звичайні музичні інструменти. Група The NESkimos підходить до ігрової музики творчо, створюючи нові мелодії в старому стилі. А бразильська команда MegaDriver робить кавери на старі ігрові композиції, віддаючи перевагу мелодій з Sega Mega Drive.
- У більшості треків для 8-бітних ігор басова лінія складалася з нот, що грали в ритмі «! — !! — -» (чверть, потім дві восьмі) Кожна нота зазвичай була основою акорду.

## Ігрова музика поза межами відеоігор
Музика з відеоігор стала основою для 8-бітних музичних напрямків «чиптюн», «нінтендокор» і «бітпоп», а в стилі ігрової музики працює наприклад група Random Encounter.
І композитори, і фанати продовжують цінувати ігрову музику навіть поза контекстом ігор, особливо музику третього і четвертого покоління приставок, а іноді і нових поколінь. Старі мелодії і композиції продовжують використовуватися в нових іграх, іноді через десятки років. Наприклад, музичні теми з гри Metroid 1986 року, що написані Хірокадзу Танакою, можна почути в іграх серії Metroid 20 років потому в аранжуванні Кендзі Ямамото.
Саундтреки відеоігор продавалися в Японії окремими компакт-дисками ще до того, як подібна практика поширилася на інші країни світу. Аранжування, ремікси і живі концерти були звичайними варіантами оригінального саундтреку. Одним з піонерів в цій області був Коїті Сугіяма, автор музики для серії ігор Dragon Quest. Після виходу першої гри в 1986 році був випущений компакт-диск із записом живого виступу Лондонського філармонічного оркестру (а пізніше і інших, включаючи Токійський філармонічний оркестр і симфонічний оркестр NHK), який грав композиції Сугіями. Юдзо Косіро, ще один піонер ігрової музики, випустив запис живого концерту з музичними темами гри Actraiser. А внесок Косіро і його колеги Міеко Ісікави з музикою для гри Ys зробив такий значний вплив на всю ігрову індустрію, що альбомів з музикою Ys та її різноманітними варіаціями вийшло більше, ніж для будь-якої іншої гри.
Інші впливові композитори того часу представляли публіці симфонічні концерти, щоб продемонструвати свої досягнення в ігровій музиці. У цій області першим знову став Коїті Сугіяма, який, склавши в 1987 році «Сімейний концерт класичної музики» (англ. Family Classic Concert), продовжував після нього свої концерти практично щорічно. У 1991 році Сугіяма склав цілу серію концертів, назвавши її Концерти музики з відеоігор для оркестру. Ця серія отримала популярність, бо в її створенні брали участь і інші талановиті композитори: Йоко Канно (Nobunaga's Ambition, Romance of the Three Kingdoms, Uncharted Waters), Нобуо Уємацу (Final Fantasy), Кеїті Судзукі (Mother, EarthBound) і Кентаро Ханеда (Wizardry).
Як і саундтреки до аніме, саундтреки до ігор, а також їх музичні партитури продавалися звичайно тільки в Японії. Гравці з усіх інших країн,що бажали придбати диски з такою музикою, змушені були замовляти їх через фірми, що спеціалізувалися на імпорті цієї продукції з Японії. Ситуація дещо спростилась для жителів західних країн з появою на заході власних видавців аніме і відеоігор, а також всієї супутньої продукції, але зазвичай лише стосовно найпопулярніших видань. Для гравців з країн, де подібні видавничі мережі нерозвинені або відсутні, придбання дисків з ігровою музикою є проблематичним.
Популярність ігрової музики у світі зросла в 1990-х після дуже успішних проектів компанії «Squaresoft», таких як Chrono Trigger, Final Fantasy VI і Final Fantasy VII. Композиції Нобуо Уємацу для Final Fantasy IV були аранжовані з сильним впливом кельтської музики і випущені в альбомі Final Fantasy IV: Celtic Moon, який являв собою зроблений в Ірландії запис живого виступу музикантів, що грали на струнних інструментах. Композиція «Theme of Love» з цієї ж гри увійшла в програму японських шкіл на уроках музики.
На початку двохтисячних набула популярності любительська серія ігор Touhou Project. Ігри, цілком створені однією людиною - ZUN'ом, включали в себе і написаний ним же саундтрек, і, завдяки особливостям доджін-культури, в рамках якої був створений Touhou Project, фанатам було дозволено створювати і продавати на Комікетах власні диски з аранжуваннями (доджін-музика), що тільки додавали інтерес людей до відеоігрової музики, в результаті фанатами були записані тисячі альбомів, композитором яких вважається ZUN.
Перший концерт ігрової музики за межами Японії відбувся 20 серпня 2003 року в Лейпцигу, в концертному залі Гевандгаус. Музику з найрізноманітніших ігор, починаючи від The Legend of Zelda і закінчуючи Final Fantasy, виконував Чеський національний симфонічний оркестр. Концерт входив в серію «Симфонічних концертів ігрової музики» і служив офіційним відкриттям Games Convention, найбільшої європейської ярмарки відеоігор. Пізніше концерт щорічно повторювався у 2004—2007 роках.
17 листопада 2003 року компанія «Square Enix» представила користувачам сервісів AOL нову послугу — інтернет-радіостанцію Final Fantasy Radio. На початку роботи станції там можна було почути повні композиції з Final Fantasy XI і Final Fantasy XI: Rise of Zilart, а також уривки мелодій з Final Fantasy VII і Final Fantasy X.
У США перший концерт ігрової музики, мав офіційну підтримку, — «Final Fantasy concert» — що відбувся 11 травня 2004 року в Лос-Анджелесі. Музику виконував Лос-Анджелеський філармонічний оркестр в Концертному залі імені Волта Діснея. Всі квитки на цей концерт були розпродані протягом одного дня. Після виступу в Лос-Анджелесі концертний тур продовжився і в інших американських містах. 6 липня 2005 року Лос-Анджелеський Оркестр виступив з концертом «Video Games Live», авторство якого належало композиторам Томмі Талларіко і Джеку Воллу. Концерт містив музику з багатьох відеоігор, від Pong до Halo 2, а також лазерні і світлові спецефекти. Пізніше композитори організували щорічний концертний тур, який проходить в країнах Америки і Європи.
20 серпня 2006 року у шведському місті Мальме відбувся найбільший концерт ігрової музики просто неба. Симфонічний оркестр Мальме і ведучий Орвар Сефстрьом влаштували виставу перед 17-тисячною аудиторією, що станом на 2008 рік становить рекорд відвідуваності заходів такого роду.
В Австралії з 20 по 27 квітня 2007 року проходила перша частина щорічного концерту «A Night in Fantasia» симфонічного оркестру Eminence. Цей оркестр з моменту утворення приділяв значну увагу музиці з ігор та аніме, але вперше їх концерт цілком складався з ігрових композицій. Як почесні гості були запрошені семеро найвідоміших у світі композиторів ігрової музики.

## Сайти, присвячені музиці для відеоігор
- Music4Games
- Game-OST
- Square Enix Music Online
- Muzorium